# アイウトン・ゴンサウヴェス・ダ・シウヴァ
アイウトン・ゴンサウヴェス・ダ・シウヴァ（Aílton Gonçalves da Silva, 1973年7月19日 - ）は、ブラジル・パライバ州モゲイロ出身の元サッカー選手。現役時代のポジションはフォワード（センターフォワード）。

## 経歴
ずんぐりとした体型からは想像できない突破力と強烈なシュート、柔らかなボールタッチが持ち味。ヴェルダー・ブレーメン時代の2003-04シーズンにはドイツ・ブンデスリーガ得点王に輝き、ドイツ人以外では初のリーグ年間最優秀選手 (Fußballer des Jahres) にも選ばれた。また、ドイツ・ブンデスリーガで100ゴール以上を挙げた外国人選手は、アイウトンを含め3人しかいない。
ドイツでの成功とは裏腹に、ブラジル代表への招集は一度もない（素行不良が原因といわれている）。一時期はブラジル代表を諦め、カタール代表入り寸前までいったり（結局国際サッカー連盟の新ルール適用により実現しなかった）、ドイツ国籍を取得しドイツ代表でのプレーを目指したこともあったが、いずれも断念している。
2004年にブレーメンを退団して以降は自己管理の甘さや素行の悪さが露呈し、世界各地のクラブを転々としている。2007-08シーズンはMSVデュースブルクと契約、ドイツ・ブンデスリーガへ復帰した。しかし、2008年2月に同チームとの契約を打ち切り、ウクライナのFCメタルルフ・ドネツィクに移籍した。同年、再びSCラインドルフ・アルタッハにレンタル移籍するも、2009年には母国ブラジルに戻りプレーしていたが、2009年7月に中国の重慶力帆足球倶楽部へ移籍した。12月にドイツ下部リーグのKFCユルディンゲン05へ移籍。2010年にはFCオーバーノイラントでプレー。
2012年にハッシア・ビンゲンに加入し、2013年に現役引退を表明。引退試合は自身のキャリアの中で最も輝いたヴェルダー・ブレーメンのホームスタジアムであるヴェーザーシュタディオンで行われ、4万2000人のサポーターが詰め掛けた。

## 人物
サッカーを始めた理由は、若い頃怠け者で寝るか乗馬するかしかしなかったため、母親が軍隊に入れるためのトレーニングとして始めさせたことによる。
ブラジルの小さな村のチームでプレーしていたところ、そのプレーを見たサンパウロFCのスカウトの目に留まり入団を誘われるも「寂しいので村を出たくない」という理由でこのオファーを蹴ったという過去を持つ。
ドイツ・ブンデスリーガで得点王を獲得した2003-04シーズンにおいて、全28ゴール中ヘディングでのゴールはわずか1ゴールと、重い体型が邪魔をしてか空中戦は苦手である。また、利き足ではない右足のプレーも苦手であり、彼のプレーの大半は左足が中心である。

## タイトル

### クラブ
ブレーメン
- ブンデスリーガ: 2003-04
- DFBポカール: 1998-99, 2003-04

レッドスター
- セルビア・スーペルリーガ: 2007

### 個人
- ブンデスリーガ得点王: 2003-04[2]
- ドイツ年間最優秀選手賞: 2004[2]